# باسكال باراديس
باسكال باراديس (بالفرنسية: Pascale Paradis)‏ مواليد 24 أبريل 1966 في تروا، هي لاعبة كرة مضرب فرنسية سابقة وكانت تلعب باليد اليمنى. كما أنها إحدى بطلات الجراند سلام. أعلى تصنيف لها في الفردي كان 20. أعلى تصنيف لها في الزوجي كان 38.

## بطولات حققتها
- دورة رولان غاروس الدولية
- بطولة ويمبلدون

## روابط خارجية
- باسكال باراديس على موقع رابطة محترفات التنس (الإنجليزية)
- باسكال باراديس على موقع الاتحاد الدولي لكرة المضرب (الإنجليزية)
- باسكال باراديس على موقع كأس بيلي جين كينغ (الإنجليزية)
- باسكال باراديس على موقع خلاصة التنس.كوم (الإنجليزية)
- باسكال باراديس على موقع اللجنة الأولمبية الدولية (الإنجليزية)
- باسكال باراديس على موقع أوليمبيديا (الإنجليزية)